# Oblast de Astracã
O Oblast de Astracã (russo:  Астраханская область, tr. Astrakhanskaia oblast) é uma divisão federal da Federação da Rússia.
A sua capital administrativa é a cidade de Astracã.
Tem uma área total de 44 100 km² e uma população de 1 010 073 habitantes, de acordo com o censo populacional de 2010.